# إيميلي بروني
إيميلي بروني (بالإنجليزية: Emily Bruni)‏ هي ممثلة بريطانية، ولدت في 1975 بإكزتر في المملكة المتحدة.

## أعمال

### أفلام
- (2010) تامارا درو[1][2]

## وصلات خارجية
- إيميلي بروني على موقع IMDb (الإنجليزية)
- إيميلي بروني على موقع ألو سيني (الفرنسية)
- إيميلي بروني على موقع أول موفي (الإنجليزية)
- إيميلي بروني على موقع قاعدة بيانات الأفلام السويدية (السويدية)
- إيميلي بروني على موقع قاعدة بيانات الفيلم (الإنجليزية)